# 12月13日
12月13日是公曆一年中的第347天（閏年第348天），離全年結束還有18天。

## 大事記

### 20世紀以前
- 1294年：教宗塞萊斯廷五世宣布退位。
- 1545年：教宗保羅三世召開特兰托会议，以應對馬丁·路德倡議的宗教改革。
- 1577年：英格兰海盗弗朗西斯·德雷克开始其环球航行。
- 1769年：達特茅斯學院於今日美國新罕布夏州漢諾威根據皇家特許狀成立。
- 1862年：美國聯邦軍波多馬克軍團在弗雷德里克斯堡戰役中遭遇邦聯軍北維吉尼亞軍團強烈反擊。

### 20世紀
- 1937年：日本軍隊成功攻佔中華民國首都南京市，並在未來數星期內展開各式反人類戰爭罪行。
- 1939年：第二次世界大战：納粹德國海軍施佩伯爵將軍號裝甲艦與英國皇家海軍於拉布拉他河河口爆發激烈海戰，該艦退回蒙得維的亞港補給後自行鑿沉。
- 1949年：以色列议会决定将首都迁往耶路撒冷，但未得到大多数国家公认。
- 1959年：马卡里奥斯大主教当选为塞浦路斯总统。
- 1964年：刘少奇发布中华人民共和国主席特赦令，对于确实改恶从善的满洲国和蒙疆自治政府的战争罪犯实行特赦。同时对所谓的“國民黨蔣介石集團”實行特赦。
- 1974年：馬爾他國（英语：State of Malta）宣佈改國號為馬耳他共和國，不再奉伊莉莎白二世為國家元首。
- 1981年：波兰总理沃依切赫·雅鲁泽尔斯基颁布戒严令，宣布取缔团结工会，并逮捕其领导人。
- 1996年：科菲·安南当选为联合国秘书长。
- 2000年：阿尔·戈尔最终宣布竞选失败，2000年美国总统选举结束。

### 21世紀
- 2003年：美軍尋獲前伊拉克總統薩達姆·海珊在提克里特的藏身處，並發起行動將其俘虜。
- 2004年：智利前獨裁者奥古斯托·皮諾切特遭到軟禁。
- 2004年：法國最高行政法院以煽動種族仇恨和反猶太主義為由，封禁真主黨所屬之阿爾瑪納爾頻道（英语：Al-Manar）。
- 2005年：世界貿易組織第六次部長級會議在香港會議展覽中心開幕。
- 2006年：經過長期的淡水豚類考察行動後，中國宣布長江流域的白鱀豚已經功能性滅絕。
- 2006年：比利時法語社群廣播電視播放虛假報導《再見比利時》，偽造比利時王國解體及法蘭德斯獨立。
- 2007年：歐盟27個成員國的領導人正式簽署了《里斯本條約》以取代舊有的《歐盟憲法》。
- 2007年：前美國參議員喬治·約翰·米切爾發佈《米歇爾報告（英语：Mitchell Report）》，舉發美國職業棒球大聯盟歷任球員（英语：List of Major League Baseball players named in the Mitchell Report）使用棒球禁藥（英语：Doping in baseball）之現象。
- 2007年：美國參議院通過《2007年能源自主與安全法案（英语：Energy Independence and Security Act of 2007）》，成為近30年首次提高汽車燃油經濟性標準。
- 2009年：巴基斯坦卡拉奇联合银行發生搶劫案。
- 2011年：一名男子在比利時列日向人群投擲手榴彈和開槍，造成6人死亡，120多人受傷，最後自殺身亡。
- 2014年：中國十二屆全國人大常委會第七次會議通過决定，以立法形式将12月13日設立為南京大屠殺死難者國家公祭日。
- 2017年：伊斯蘭合作組織宣佈承認東耶路撒冷為巴勒斯坦國首都。
- 2018年：土耳其一列高速火車出軌，導致9死47傷。[1]

## 出生
- 1520年：教宗，羅馬主教（1590年逝世）
- 1533年：埃里克十四世，瓦薩王朝第二位瑞典國王（1577年逝世）
- 1553年：亨利四世，法國國王、波旁王朝創建者（1610年逝世）
- 1678年：愛新覺羅胤禛，清朝雍正皇帝（1735年逝世）
- 1720年：卡洛·戈齊，義大利劇作家（1806年逝世）
- 1780年：約翰·沃爾夫岡·德貝萊納，德國化學家（1849年逝世）
- 1797年：海因里希·海涅，德國浪漫主义詩人、記者（1856年逝世）
- 1814年：安娜·內里，巴西護士（1880年逝世）
- 1816年：維爾納·馮·西門子，德國發明家，西門子公司創始人（1892年逝世）
- 1818年：瑪麗·托德，美國第十六任總統亞伯拉罕·林肯的夫人（1882年逝世）
- 1867年：克里斯蒂安·伯克蘭，挪威科學家（1917年逝世）
- 1878年：花山院親家，日本華族（1924年逝世）
- 1887年：艾文·約克，美國一次大戰戰爭英雄（1964年逝世）
- 1887年：喬治·波利亞，匈牙利裔美國數學家、數學教育家（1985年逝世）
- 1901年：舟越康壽，日本經濟學家、歷史學家（1971年逝世）
- 1902年：塔爾科特·帕森斯，美國社会學家（1979年逝世）
- 1906年：馬里納郡主，希腊公主，英國王室成員（1968年逝世）
- 1911年：特里夫·哈維默，挪威經濟學家，1989年諾貝爾經濟學獎得主（1999年逝世）
- 1913年：阿諾·布朗，加拿大救世軍大將（2002年逝世）
- 1915年：羅斯·麥唐諾，美國冷硬派犯罪小說作家（1983年逝世）
- 1919年：漢斯-約阿希·馬西里，二次大戰德國空軍王牌飛行員（1942年逝世）
- 1920年：喬治·普拉特·舒爾茨，美國國務卿（2021年逝世）
- 1923年：菲利普·安德森，美國物理學家，1977年諾貝爾物理學獎得主（2020年逝世）
- 1926年：卡爾·厄爾斯金，美國職業棒球運動員（2024年逝世）
- 1926年：喬治·羅登，牙買加男子田徑運動員（2024年逝世）
- 1929年：克里斯托弗·普盧默，加拿大演員（2021年逝世）
- 1934年：理查·賽納克，美國電影監製，1989年以《溫馨接送情》獲奧斯卡最佳影片獎（2012年逝世）
- 1936年：阿迦汗四世，伊斯蘭教什叶派的伊斯瑪仪派的最高精神领袖
- 1945年：赫爾曼·凱恩，美國作家、電台主持、茶黨運動者，堪薩斯城聯邦儲備銀行主席（2020年逝世）
- 1946年：南方朔，臺灣作家、詩人、評論家、新聞工作者（2025年逝世）
- 1948年：林霨，華裔美國歷史學家
- 1950年：湯姆·维爾萨克，第30任美國農業部長
- 1951年：包潤石，美國外交官（2025年逝世）
- 1953年：，美國經濟學家，第14任美國聯邦準備理事會主席，2022年諾貝爾經濟學獎得主
- 1957年：許純美，台灣媒體名人
- 1957年：史蒂夫·布希密，美國男演員、導演、編劇、監製
- 1959年：莊靜而，香港女演員
- 1961年：王維基，香港城市電訊有限公司、香港寬頻聯合創辦人兼董事局主席
- 1961年：哈利·葛瑞森-威廉斯，英國作曲家
- 1963年：尤勇智，中國男演員
- 1964年：hide，日本吉他手、視覺系先驅者（1998年逝世）
- 1967年：織田裕二，日本演員、歌手
- 1967年：傑米·福克斯，美國演員、歌手、鋼琴家
- 1968年：楊麗菁，台灣演員
- 1969年：木拉提·納斯洛夫，俄羅斯維吾爾族流行歌手（2007年逝世）
- 1969年：石川英郎，日本男性聲優
- 1969年：托尼·库兰，蘇格蘭演員
- 1970年：于正昇，台灣配音員
- 1970年：武文賞，越南政治人物，第9任越南社會主義共和國主席
- 1970年：格琳德·卡爾滕布魯納，奧地利登山家
- 1971年：朴軫永，韓國男歌手、音樂製作人、經紀公司創立者
- 1973年：邱彥翔，台灣藝人
- 1973年：黑木知宏，日本職業棒球運動員
- 1975年：湯姆·德朗，美國音樂人
- 1976年：利昂涅爾·白耶，瑞士電影導演
- 1980年：蘇麗文，台灣跆拳道選手
- 1980年：黃宗澤，香港演員、歌手
- 1980年：妻夫木聰，日本男演員
- 1980年：中村春菊，日本漫畫家
- 1981年：楚宣，台灣女演員
- 1981年：張勝祖，韓國男演員
- 1981年：，美國歌手、鋼琴家、詞曲創作人、搖滾樂團伊凡塞斯主唱
- 1981年：利亚姆·劳伦斯，愛爾蘭足球運動員
- 1982年：瑛太，日本演員
- 1982年：木下亞由美，日本演員
- 1982年：安東尼·凱利，澳洲歌手
- 1984年：桑蒂·卡索拉，西班牙職業足球運動員
- 1986年：五十嵐裕美，日本女性聲優
- 1989年：陳翔，中國創作歌手、演員
- 1989年：古川愛李，日本女子偶像團體SKE48成員
- 1989年：方威捷，新加坡男演員
- 1989年：凱薩琳·史瓦辛格，美國作家
- 1989年：，美國創作歌手、音樂製作人、慈善家、導演、演員
- 1993年：瑞安·伍茲，英格蘭職業足球運動員
- 1994年：羅雪妍，香港女演員
- 1994年：家入里歐，日本歌手
- 1995年：托盧洛普·阿羅提莉，奈及利亞空軍飛官（2020年逝世）
- 1995年：林郁婷，臺灣女子拳擊運動員
- 1995年：艾瑪·科林，英國女演員
- 1996年：岡山智树，日本男演員
- 1998年：陳同佳，潘曉穎命案疑犯，該案間接觸發2019年香港反對逃犯條例修訂草案運動
- 1998年：七澤米亞，日本AV女優
- 1998年：李東烈，韓國男子偶像團體UP10TION成員
- 2000年：孫辰洋，日本企業家、補習班講師

## 逝世
- 784年：尚可孤，唐朝将领（生年不詳）
- 1124年：教宗嘉禮二世，羅馬主教（約1065年出生）
- 1250年：腓特烈二世，神聖羅馬皇帝（1194年出生）
- 1521年：曼努埃尔一世，葡萄牙國王（1469年出生）
- 1557年：尼科洛·塔爾塔利亞，義大利數學家、工程師（1499年/1500年出生）
- 1632年：岡部長盛，日本戰國時代至江戶時代前期武將、大名（1568年出生）
- 1784年：塞缪尔·约翰逊，英國文學家，第一部正式英文辭典的作者（1709年出生）
- 1867年：藤堂平助，日本幕末武士，新選組第八隊隊長（1844年出生）
- 1912年：元良勇次郎，日本心理學家（1858年出生）
- 1937年：司徒非，国民革命军第六十六军一六O师少将参谋长（1893年出生）
- 1937年：刘国用，国民革命军第七十四军五十八师一七四旅少将副旅长（1898年出生）[來源請求]
- 1937年：蔡如柏，国民革命军第六十六军一六O师九五六团上校团长（1898年出生）[來源請求]
- 1944年：康丁斯基，俄罗斯抽象派畫家和美術理論家（1866年出生）
- 1950年：沃德·亞伯拉罕，匈牙利數學家、統計學家（1902年出生）
- 1961年：摩西奶奶，美國畫家（1860年出生）
- 1996年：曹禺，中国現代剧作家及戏剧教育家（1910年出生）
- 2016年：托马斯·克罗姆比·谢林，美国经济学家，2005年诺贝尔经济学奖得主（1921年出生）
- 2016年：艾伦·锡克，美国演员（1947年出生）
- 2019年：吳祖南，香港大學教授[2]
- 2024年：凱文·安德魯斯，澳大利亞政治人物（1955年出生）

## 节假日和习俗
- 世界小提琴日[3]
- 中华人民共和国：南京大屠殺死難者國家公祭日、执法警示日[4]
- 波蘭：戒嚴時期受難者紀念日
- 圣卢西亚：國慶日
- 馬爾他：共和國日
- 斯堪地那維亞：聖露西亞節